# Dorymyrmex coniculus
Dorymyrmex coniculus är en myrart som beskrevs av Santschi 1922. Dorymyrmex coniculus ingår i släktet Dorymyrmex och familjen myror. Inga underarter finns listade i Catalogue of Life.